# Horní Cerekev
Horní Cerekev är en stad i Tjeckien.   Den ligger i regionen Vysočina, i den centrala delen av landet, 110 km sydost om huvudstaden Prag. Horní Cerekev ligger 592 meter över havet och antalet invånare är 1 866.
Terrängen runt Horní Cerekev är lite kuperad. Runt Horní Cerekev är det ganska glesbefolkat, med 32 invånare per kvadratkilometer. Närmaste större samhälle är Třešť, 11,6 km öster om Horní Cerekev. Omgivningarna runt Horní Cerekev är en mosaik av jordbruksmark och naturlig växtlighet.